# Mandayona (kommunhuvudort)
Mandayona är en kommunhuvudort i Spanien.   Den ligger i provinsen Provincia de Guadalajara och regionen Kastilien-La Mancha, i den centrala delen av landet, 100 km nordost om huvudstaden Madrid. Mandayona ligger 877 meter över havet och antalet invånare är 394.
Terrängen runt Mandayona är kuperad åt nordväst, men åt sydost är den platt. Mandayona ligger nere i en dal. Runt Mandayona är det glesbefolkat, med 9 invånare per kvadratkilometer. Närmaste större samhälle är Sigüenza, 15,4 km nordost om Mandayona. Trakten runt Mandayona består till största delen av jordbruksmark.